# Ampelisca limicola
Ampelisca limicola är en kräftdjursart. Ampelisca limicola ingår i släktet Ampelisca och familjen Ampeliscidae. Inga underarter finns listade i Catalogue of Life.